# Vòng loại Cúp bóng đá châu Phi 1962
Trang này mô tả chi tiết quá trình đủ điều kiện tham dự Cúp bóng đá châu Phi 1962.
9 quốc gia châu Phi ban đầu tham gia cuộc giải. Cả Ethiopia và Ai Cập đều tự động đủ điều kiện vì là nước chủ nhà và đương kim vô địch. Maroc rút lui trước khi trận đấu bắt đầu, do đó chỉ còn lại 7 đội ganh đua cho hai vị trí còn lại ở vòng chung kết.

## Các đội tham dự vòng loại
Các đội tham gia thi đấu vòng loại gồm:
- Nigeria
- Ghana
- Kenya
- Tunisia
- Uganda
- Maroc

Hai đội không phải đá vòng loại:
- Ai Cập (đương kim vô địch)
- Ethiopia (chủ nhà)

## Thể thức vòng loại
8 đội tuyển được ghép đôi với nhau và đá loại trực tiếp thể thức sân nhà - sân khách. Sau đó, 4 đội chiến thắng sẽ tiến vào vòng hai. Những đội chiến thắng ở vòng 2 sẽ đủ điều kiện tham gia vòng chung kết.
Vòng loại diễn ra trong khoảng thời gian từ ngày 8 tháng 4 đến ngày 10 tháng 12 năm 1961.

## Vòng 1
| STT | Đội 1   | Tổng tỷ số | Đội 2   | Lượt đi | Lượt về | Playoff |
| --- | ------- | ---------- | ------- | ------- | ------- | ------- |
| 1   | Maroc   | —          | Tunisia | —       | —       | —       |
| 2   | Nigeria | 2–2        | Ghana   | 0–0     | 2–2     | —       |
| 3   | Kenya   | 1–3        | Uganda  | 0–1     | 1–0     | 0–2     |

| Tunisia | Huỷ | Maroc   |
| ------- | --- | ------- |
|         |     | Bỏ cuộc |

| Maroc   | Huỷ | Tunisia |
| ------- | --- | ------- |
| Bỏ cuộc |     |         |

Tunisia tiến vào Vòng hai sau khi Maroc rút lui; cả hai trận đấu Tunisia 2–0.
| Nigeria | 0–0 | Ghana |
| ------- | --- | ----- |
|         |     |       |

| Ghana                | 2–2 | Nigeria          |
| -------------------- | --- | ---------------- |
| Acquah · Aggrey-Fynn |     | Onyeali · Fayemi |

Tổng tỷ số là 2–2 sau hai trận đấu; Nigeria giành quyền vào vòng hai sau khi bốc thăm.
| Kenya | 0–1 | Uganda    |
| ----- | --- | --------- |
|       |     | Odong 17' |

| Uganda | 0–1 | Kenya      |
| ------ | --- | ---------- |
|        |     | Opicho 75' |

Tổng tỷ số là 1-1 sau 2 trận đấu. Cả Kenya và Uganda đều muốn đá thêm một trận nữa để phân thắng bại thay vì bốc thăm. CAF đã đồng ý yêu cầu đó và tổ chức thêm một trận playoff.
Playoff
| Uganda                  | 2–0 | Kenya |
| ----------------------- | --- | ----- |
| Ssewava 50' · Fauza 80' |     |       |

## Vòng 2
| Đội 1   | TTS | Đội 2   | Lượt đi | Lượt về |
| ------- | --- | ------- | ------- | ------- |
| Nigeria | 2–3 | Tunisia | 2–1     | 0–2     |
| Uganda  | Bye |         |         |         |

| Nigeria           | 2–1 | Tunisia   |
| ----------------- | --- | --------- |
| Noquapor 30', 84' |     | Klibi 25' |

| Tunisia                  | 2–2 (kết thúc ở 65') 2–0 (xử thắng) | Nigeria                     |
| ------------------------ | ----------------------------------- | --------------------------- |
| Chérif 21' · Chetali 65' |                                     | Onyeawuna 12' · Igweonu 25' |

Đội Nigeria đã rời sân sau bàn gỡ hòa của Tunisia ở phút 65. Do đó, Tunisia đã được xử thắng 2-0 và đủ điều kiện tham dự vòng chung kết với tổng tỷ số 3-2.
Uganda đủ điều kiện trực tiếp sau khi bốc thăm bởi CAF giữa ba đội Nigeria, Uganda và Tunisia.